# Die verborgene Festung
Die verborgene Festung (japanisch 隠し砦の三悪人, Kakushi Toride no San-Akunin, deutsch „Die drei Schurken der verborgenen Festung“) ist ein Spielfilm von Akira Kurosawa aus dem Jahr 1958 mit Toshirō Mifune in der Rolle des Generals Rokurota Makabe.

## Handlung
Die beiden heruntergekommenen Gauner Tahei und Matashichi sind auf der Flucht, da der Herrscher des Hauses Akizuki, für dessen Armee sie sich verdungen hatten, besiegt wurde. Unterwegs finden sie in Ästen versteckte Goldstücke aus dem Schatz der Akizuki, wodurch der überlebende General Rokurota Makabe, der diesen Schatz und ein Mädchen in ein befreundetes Nachbarland schmuggeln will, auf sie aufmerksam wird und sich ihrer als Träger bedienen will. Sie geraten in ein kleines Hochtal, welches von steilen Bergen umrahmt ist und wo sich versteckt wenige Gebäude, eine Höhle und eine geheime Quelle befinden. Dort sind die Gauner, die hier auch auf das geheimnisvolle Mädchen treffen, für eine kurze Zeit geschützt; es ist die verborgene Festung. Die Ruhe ist aber nicht von Dauer. Getarnt als Holzsammler machen sich die drei mit der Prinzessin Yuki, die eine Stumme spielt und von deren Identität Tahei und Matashichi nichts wissen, auf die gefahrvolle Reise. Immer wieder versuchen die beiden Gauner, Makabe zu überlisten und mit dem Goldschatz zu fliehen, doch sie stellen sich dabei so dämlich an, dass sie die Gruppe immer wieder in Gefahr bringen. Nachdem sie sich dank Makabes List und Kampfkraft aus mehreren scheinbar ausweglosen Situationen befreien konnten, werden sie kurz vor der Grenze doch noch von den feindlichen Armeen umstellt, die Prinzessin und Makabe geraten in Gefangenschaft und der Goldschatz fällt in die Hände des Feindes, nur Tahei und Matashichi können entkommen.
In einer Gegenüberstellung von Prinzessin Yuki und Makabe mit dem gegnerischen General Tadokoro, einem alten Kampfgefährten von Makabe, der die Seiten gewechselt hat, berichtet Yuki von der Bedeutung, die die Reise für sie hatte: Aufgewachsen am Hof, hat sie ihr die Augen für die einfachen Leute, ihre Sorgen, ihr Leben, ihre Schwächen und Stärken geöffnet. Davon zeigt sich Tadokoro so beeindruckt, dass er meutert und mit den beiden flieht. Mit Hilfe des Goldschatzes gelingt es der Prinzessin, die Herrschaft ihres Hauses wieder zu errichten, und auch die beiden Gauner Tahei und Matashichi bekommen noch eine kleine Belohnung.

## Hintergrund
Der japanische Titel spricht von den „drei Schurken aus der verborgenen Festung“, und in der Tat handelt es sich auch bei General Makabe trotz seines oberflächlichen Heldenmuts und Aufopferungswillens um einen Anti-Helden. Ähnlich wie die beiden vertrottelten Gauner ist er bereit, alles zur Erreichung seines Ziels in Kauf zu nehmen; so opfert er beispielsweise, ohne mit der Wimper zu zucken, seine eigene Schwester, um der Prinzessin Zeit für die Flucht zu verschaffen. Somit handelt es sich bei der Figur des Makabe gewissermaßen um einen Vorläufer des Ronin in Yojimbo.
Der Film selbst spielt mit dem Klischee des damals in Japan in Massen produzierten heldenhaften Historienfilms. Er erzählt die Geschichte aus Sicht der unfähigen, dummen und vor Gier blinden Gauner, die mit ihren Streichen und Slapstick-Einlagen an Laurel & Hardy erinnern, und wird dadurch regelrecht zur Parodie auf das Genre des jidai-geki. Trotzdem enthält er aber auch einen tieferen Sinn, nämlich die in der Initiationsgeschichte der Prinzessin gespiegelte Erkenntnis von den Eigenarten des Menschen. Überhaupt war die Figur der Prinzessin Yuki von zentraler Bedeutung für Kurosawa, für deren Rolle er hunderte Schauspielerinnen vorsprechen ließ, bis er schließlich die bis dahin völlig unbekannte Misa Uehara entdeckte.

## Einfluss
Der Film hatte starken Einfluss auf George Lucas’ Krieg der Sterne, und es gibt einige offensichtliche Parallelen beider Geschichten. So werden die Geschichten aus der Sicht der scheinbar „unwichtigsten“ Figuren des Films erzählt (die Gauner Tahei und Matashichi bzw. die Droiden C-3PO und R2-D2). Auch die Eingangssequenz (die beiden Gauner streiten sich in der Wüste) und die Schlussszene (in der sie von der vor ihnen thronenden Prinzessin Yuki und den sie flankierenden Generälen ihre Belohnung erhalten) findet sich in Krieg der Sterne mit Prinzessin Leia wieder.
Auch die für Kurosawa typische Wischblende, bei der zur nächsten Szene nicht abrupt geschnitten, sondern sanft überblendet wird, so dass für kurze Zeit Teile beider Bilder zu sehen sind, wurde von George Lucas für Krieg der Sterne übernommen und auch bei den danach produzierten Star-Wars-Episoden beibehalten.

## Kritiken
„Ein in Gestalt eines unterhaltsamen und aktionsreichen historischen Abenteuermärchens entwickeltes poetisch-realistisches Gleichnis über die menschliche Lust auf Ruhm und Macht. Die teils spektakulären, teils komödiantischen Szenen dienen als dramatischer Faden für vorzüglich gezeichnete Charakter-, Milieu- und Landschaftsstudien.“

„Heldenballade nebst derbem Rüpelspiel aus dem japanischen Mittelalter in hervorragender filmischer Gestaltung. Wegen des fremdartigen Schauspielstils nur für Filmkunstfreunde interessant.“

## Auszeichnungen
Akira Kurosawa erhielt auf der Berlinale 1959 den Silbernen Bären für die beste Regie. Der Film wurde außerdem mit dem FIPRESCI-Preis ausgezeichnet.

## Remake
Der Regisseur Shinji Higuchi hat 2008 unter dem gleichen Titel ein Remake des Filmes gedreht.